# The Misleading Lady (film 1916)
The Misleading Lady è un film muto del 1916 diretto da Arthur Berthelet. Prodotto dalla Essanay Film Manufacturing Company, aveva come interpreti principali Henry B. Walthall, Edna Mayo, Sidney Ainsworth, Edward Arnold. La fotografia era di Arthur Reeves, i costumi di Lady Duff Gordon.

La sceneggiatura di H.S. Sheldon si basa su sull'omonimo lavoro teatrale di Charles W. Goddard e Paul Dickey andato in scena in prima al Fulton Theatre di Broadway il 25 novembre 1913.
La commedia di Dickey e Goddard venne ripresa nel 1920 per un remake prodotto dalla Metro Pictures Corporation. Intitolato anche questo The Misleading Lady, aveva come interpreti Bert Lytell e Lucy Cotton. Sempre come The Misleading Lady, nel 1932 uscì un altro film che, prodotto dalla Paramount e diretto da Stuart Walker, aveva come protagonista Claudette Colbert.

## Trama
Durante una festa dell'alta società, la ricca e annoiata Helen Steele si vanta di poter riuscire a convincere uno degli invitati, l'esploratore Jack Craigen, noto misogino, a farle una proposta di matrimonio prima dell'arrivo del suo fidanzato. La ragazza riesce a circuire talmente bene il giovanotto che lui non perde tempo e, in effetti, la chiede in moglie. Al che Helen gli comunica che non si è trattato altro che di uno scherzo. Lui non la prende affatto bene e decide di adoperare con lei i metodi degli indigeni della Patagonia. Dopo averla rapita, se la porta via per andare a chiuderla a chiave nella sua casa nel bosco. Henry, il fidanzato, e alcuni amici si attivano nella ricerca della povera rapita. Intanto lei, alle prese con quel bruto, gli sbatte il telefono in testa, mettendolo K.O. Quando i soccorritori arrivano, trovano Helen con le braccia attorno al suo rapitore. Dopo averlo messo fuori combattimento, la ragazza si è resa conto di amarlo e adesso rispedisce indietro la squadra di salvataggio comunicando che non ha nessun desiderio di essere salvata.

## Produzione
Il film fu prodotto dalla Essanay Film Manufacturing Company. Venne girato nello stato di New York (nelle Adirondack Mountains) e in Wisconsin, a Milwaukee.

## Distribuzione
Il copyright del film, richiesto dalla Essanay, fu registrato il 10 gennaio 1916 con il numero LP7408.

Distribuito negli Stati Uniti dalla V-L-S-E, il film uscì nelle sale cinematografiche il 3 gennaio 1916. Nel 1919, venne distribuito in una riedizione curata dalla Victor Kremer Film Features.
Non si conoscono copie ancora esistenti della pellicola che viene considerata presumibilmente perduta.